# The Cloud Room
The Cloud Room es una banda de indie rock estadounidense originaria de Brooklyn, Nueva York. Su álbum homónimo fue lanzado en 2005 y contiene el hit "Hey Now Now", una canción que obtuvo una rápida popularidad en los blogs de MP3, pero, al ser un lanzamiento independiente, tuvo dificultades para sonar en las radios estadounidenses.

## Historia
Stuart, pariente del compositor minimalista estadounidense Philip Glass, fundó The Cloud Room después de mudarse de California a Nueva York en 2000 para trabajar con el cineasta Hal Hartley. En 2004, Stuart sufrió una crisis de salud, dando lugar a un resultado falso positivo de VIH. Fue durante esta época que comenzó a escribir canciones, una de las cuales se convertirían en "Hey Now Now". Cuando la prueba se demostró más tarde falsa, Stuart decidió centrar su vida en su primer amor, la música.
En 2006, "Hey Now Now" fue nombrado por la revista Rolling Stone como un top ten del sencillo del año. Más tarde ese año, cuando la banda estaba grabando su segundo álbum en el apartamento de Stuart, se produjo un incendio y destruyó sus equipos. Sin embargo, las nuevas grabaciones sobrevivieron al incidente. En 2007, The Cloud Room se convirtió en la primera banda sin firmar en ser utilizado en una campaña publicitaria internacional de Pepsi cuando utiliza "Hey Now Now" en un comercial titulado "Destinos" y con Ronaldinho. 

## Discografía
- The Cloud Room (2005)
- Please Don't Almost Kill Me (2007)
- Zither (2010)